# Regionalliga Südwest 2014-15
La temporada 2014/15 de la Regionalliga Südwest fue la 15.ª edición de la Cuarta División de Alemania. La fase regular comenzó a disputarse el 1 de agosto de 2014 y terminó el 23 de mayo de 2015.

## Sistema de competición
Participaron en la Regionalliga Südwest 18 clubes que, siguiendo un calendario establecido por sorteo, se enfrentaron entre sí en dos partidos, uno en terreno propio y otro en campo contrario. El ganador de cada partido obtuvo tres puntos, el empate otorgó un punto y la derrota, cero puntos.
El torneo se disputó entre los meses de agosto de 2014 y mayo de 2015. Al término de la temporada, los dos primeros clasificados jugaron un partido de Play-Off contra otro campeón de otra Regionalliga mediante sorteo y el ganador asciende a la 3. Liga de la próxima temporada. Los dos últimos descendieron a la Oberliga.

## Clubes Participantes
| Club                    | Ciudad                | Estadio                        | Aforo  |
| ----------------------- | --------------------- | ------------------------------ | ------ |
| 1. FC Kaiserslautern II | Kaiserslautern        | Fritz-Walter-Stadion           | 49.780 |
| 1. FC Saarbrücken       | Saarbrücken           | Stadion Ludwigspark            | 35.286 |
| Eintracht Trier         | Tréveris              | Moselstadion                   | 10.494 |
| FC Astoria Walldorf     | Walldorf              | FC-Astoria-Stadion             | 3.000  |
| FC Homburg              | Homburg               | Waldstadion Homburg            | 21.813 |
| FC Nöttingen            | Remchingen            | Panoramastadion                | 3.800  |
| FK Pirmasens            | Pirmasens             | Sportpark Husterhöhe           | 10.000 |
| Kickers Offenbach       | Offenbach             | Sparda-Bank-Hessen-Stadion     | 20.500 |
| KSV Baunatal            | Baunatal              | Parkstadion                    | 12.000 |
| KSV Hessen Kassel       | Kassel                | Auestadion                     | 17.993 |
| SC Freiburg II          | Friburgo de Brisgovia | Möslestadion                   | 5.400  |
| SpVgg Neckarelz         | Mosbach               | Elzstadion                     | 4.500  |
| SV Elversberg           | Spiesen-Elversberg    | Waldstadion an der Kaiserlinde | 8.200  |
| SV Waldhof Mannheim     | Mannheim              | Carl-Benz-Stadion              | 27.000 |
| SVN Zweibrücken         | Zweibrücken           | Westpfalzstadion               | 5.000  |
| TSG 1899 Hoffenheim II  | Sinsheim              | Dietmar-Hopp-Stadion           | 6.350  |
| TuS Koblenz             | Coblenza              | Stadion Oberwerth              | 16.527 |
| Wormatia Worms          | Worms                 | EWR-Arena                      | 7.203  |

## Clasificación
- Actualizado el 23 de mayo de 2015

|  |     | Equipo                  | PJ | PG | PE | PP | GF | GC | DG  | PTS |
|  | --- | ----------------------- | -- | -- | -- | -- | -- | -- | --- | --- |
|  | 1.  | Kickers Offenbach       | 34 | 24 | 7  | 3  | 55 | 22 | +33 | 79  |
|  | 2.  | 1. FC Saarbrücken       | 34 | 21 | 6  | 7  | 51 | 27 | +24 | 69  |
|  | 3.  | SV Elversberg           | 34 | 20 | 5  | 9  | 60 | 28 | +32 | 65  |
|  | 4.  | 1. FC Kaiserslautern II | 34 | 18 | 7  | 9  | 57 | 28 | +29 | 61  |
|  | 5.  | Wormatia Worms          | 34 | 18 | 4  | 12 | 59 | 44 | +15 | 58  |
|  | 6.  | FC Homburg              | 34 | 16 | 9  | 9  | 48 | 31 | +17 | 57  |
|  | 7.  | SC Freiburg II          | 34 | 15 | 8  | 11 | 66 | 46 | +20 | 53  |
|  | 8.  | FC Astoria Walldorf     | 34 | 15 | 8  | 11 | 51 | 40 | +11 | 53  |
|  | 9.  | TSG 1899 Hoffenheim II  | 34 | 15 | 6  | 13 | 44 | 46 | -2  | 51  |
|  | 10. | KSV Hessen Kassel       | 34 | 13 | 8  | 13 | 43 | 35 | +8  | 47  |
|  | 11. | Eintracht Trier         | 34 | 11 | 11 | 12 | 31 | 33 | -2  | 44  |
|  | 12. | SpVgg Neckarelz         | 34 | 13 | 5  | 16 | 47 | 55 | -8  | 44  |
|  | 13. | SV Waldhof Mannheim     | 34 | 11 | 10 | 13 | 36 | 33 | +3  | 43  |
|  | 14. | FK Pirmasens            | 34 | 11 | 9  | 14 | 40 | 44 | -4  | 42  |
|  | 15. | FC Nöttingen            | 34 | 11 | 4  | 19 | 50 | 67 | -17 | 37  |
|  | 16. | TuS Koblenz             | 34 | 6  | 7  | 21 | 24 | 58 | -34 | 25  |
|  | 17. | KSV Baunatal            | 34 | 5  | 1  | 28 | 22 | 82 | -60 | 16  |
|  | 18. | SVN Zweibrücken         | 34 | 4  | 3  | 27 | 17 | 82 | -65 | 15  |

| Legende |                                                           |
|         | Clasifica para el Play-Off de ascenso por 3. Liga 2015/16 |
|         | Posible descenso a Oberliga 2015/16                       |
|         | Desciende a Oberliga 2015/16                              |

## Cuadro de resultados
| 2014/15                 | KAI | SAR | ETR | ASW | HOM | NTG | PIR | KOF | BAU | HSK | FRI | NCK | EVB | WHM | ZWB | HFH | KBZ | WMW |
| ----------------------- | --- | --- | --- | --- | --- | --- | --- | --- | --- | --- | --- | --- | --- | --- | --- | --- | --- | --- |
| 1. FC Kaiserslautern II | -   | 0:0 | 0:1 | 0:3 | 1:0 | 4:0 | 0:1 | 2:0 | 4:0 | 1:1 | 2:1 | 1:2 | 0:3 | 4:0 | 4:0 | 0:1 | 3:1 | 1:0 |
| 1. FC Saarbrücken       | 0:0 | -   | 1:2 | 1:0 | 1:0 | 1:0 | 4:1 | 1:1 | 4:0 | 2:0 | 2:1 | 2:0 | 1:3 | 0:0 | 3:1 | 2:0 | 3:0 | 0:1 |
| Eintracht Trier         | 1:1 | 0:2 | -   | 0:0 | 0:3 | 2:0 | 0:0 | 0:1 | 1:0 | 1:1 | 0:3 | 4:2 | 0:0 | 0:0 | 1:0 | 2:0 | 0:0 | 1:2 |
| FC Astoria Walldorf     | 0:2 | 1:3 | 2:1 | -   | 1:3 | 4:2 | 2:2 | 1:1 | 1:0 | 1:1 | 2:1 | 1:3 | 2:1 | 1:0 | 0:2 | 0:1 | 5:1 | 5:1 |
| FC Homburg              | 2:3 | 2:2 | 0:2 | 0:0 | -   | 0:0 | 1:0 | 0:1 | 3:0 | 3:2 | 0:2 | 1:0 | 1:0 | 1:0 | 4:0 | 0:1 | 2:1 | 2:0 |
| FC Nöttingen            | 1:4 | 1:2 | 3:1 | 0:2 | 1:1 | -   | 1:0 | 0:1 | 4:1 | 1:0 | 1:2 | 2:3 | 2:3 | 3:3 | 4:0 | 2:4 | 0:2 | 1:2 |
| FK Pirmasens            | 1:3 | 2:4 | 2:0 | 0:6 | 1:1 | 2:2 | -   | 3:0 | 3:0 | 0:0 | 1:1 | 0:3 | 0:1 | 0:3 | 2:0 | 0:1 | 4:0 | 3:0 |
| Kickers Offenbach       | 3:0 | 2:0 | 1:0 | 1:0 | 2:1 | 3:1 | 0:0 | -   | 3:2 | 1:0 | 2:1 | 2:0 | 0:0 | 1:0 | 5:0 | 3:2 | 3:0 | 2:1 |
| KSV Baunatal            | 0:1 | 0:1 | 3:1 | 1:3 | 0:2 | 2:4 | 0:3 | 0:2 | -   | 1:3 | 1:3 | 1:5 | 0:3 | 2:0 | 0:1 | 0:0 | 1:0 | 0:4 |
| KSV Hessen Kassel       | 0:0 | 2:1 | 0:0 | 4:0 | 0:2 | 0:2 | 0:0 | 1:0 | 1:0 | -   | 2:1 | 0:1 | 1:0 | 1:2 | 1:2 | 2:0 | 3:0 | 2:1 |
| SC Freiburg II          | 1:1 | 1:2 | 0:0 | 1:1 | 2:4 | 5:2 | 2:1 | 1:3 | 5:0 | 2:2 | -   | 2:1 | 3:1 | 1:1 | 5:0 | 1:2 | 5:2 | 1:3 |
| SpVgg Neckarelz         | 0:4 | 1:1 | 1:0 | 2:1 | 1:1 | 1:0 | 0:3 | 2:3 | 2:0 | 2:5 | 1:1 | -   | 0:3 | 0:0 | 3:1 | 3:0 | 1:2 | 3:4 |
| SV Elversberg           | 2:1 | 1:0 | 2:1 | 2:3 | 0:0 | 4:1 | 4:1 | 0:1 | 7:1 | 0:2 | 1:1 | 1:0 | -   | 1:0 | 5:0 | 2:3 | 1:0 | 3:0 |
| SV Waldhof Mannheim     | 2:0 | 0:1 | 0:1 | 0:0 | 0:0 | 5:0 | 0:1 | 0:0 | 2:0 | 3:1 | 2:3 | 2:0 | 1:0 | -   | 1:0 | 1:1 | 1:2 | 0:2 |
| SVN Zweibrücken         | 0:4 | 0:1 | 0:1 | 0:1 | 0:4 | 1:2 | 1:1 | 0:3 | 0:1 | 0:4 | 0:1 | 1:2 | 1:3 | 1:1 | -   | 1:4 | 1:2 | 2:1 |
| TSG 1899 Hoffenheim II  | 0:0 | 1:2 | 2:6 | 0:1 | 1:2 | 1:4 | 0:1 | 2:2 | 2:1 | 3:1 | 2:1 | 2:1 | 0:1 | 1:2 | 2:0 | -   | 2:0 | 1:1 |
| TuS Koblenz             | 0:3 | 0:1 | 1:1 | 1:1 | 1:1 | 0:1 | 2:1 | 1:2 | 1:2 | 1:0 | 0:1 | 1:1 | 0:1 | 1:2 | 1:1 | 0:0 | -   | 0:2 |
| Wormatia Worms          | 1:3 | 3:0 | 0:0 | 2:0 | 5:1 | 1:2 | 2:0 | 0:0 | 3:2 | 1:0 | 1:4 | 3:0 | 1:1 | 3:2 | 5:0 | 1:2 | 2:0 | -   |

### Campeón
| Bandera de Hesse                                                         |
| Kickers Offenbach 1.er Título Clasifica a la eliminatoria por la 3. Liga |
| También clasifica 1. FC Saarbrücken como vicecampeón.                    |

## Eliminatorias de ascenso
| 27 de mayo de 2015, 19:00 | 1. FC Magdeburg | 1:0 (1:0) | Kickers Offenbach | MDCC-Arena, Magdeburgo                                     |                                                            |
|                           | N. Hebisch 40'  | Reporte   |                   | Asistencia: 23.139 espectadores Árbitro(s): Martin Thomsen | Asistencia: 23.139 espectadores Árbitro(s): Martin Thomsen |

| 31 de mayo de 2015, 14:00 | Kickers Offenbach | 1:3 (1:2) | 1. FC Magdeburg                                 | Sparda-Bank-Hessen-Stadion, Offenbach                          |                                                                |
|                           | D. Mangafic 24'   | Reporte   | F. Schiller 32' · L. Fuchs 36' · N. Hebisch 53' | Asistencia: 18.500 espectadores Árbitro(s): Norbert Grudzinski | Asistencia: 18.500 espectadores Árbitro(s): Norbert Grudzinski |

| 27 de mayo de 2015, 19:00 | 1. FC Saarbrücken | 0:1 (0:1) | Würzburger Kickers | Stadion Ludwigspark, Saarbrücken                           |                                                            |
|                           |                   | Reporte   | N. Herzig 37'      | Asistencia: 10.247 espectadores Árbitro(s): Sven Jablonski | Asistencia: 10.247 espectadores Árbitro(s): Sven Jablonski |

| 31 de mayo de 2015, 14:00 | Würzburger Kickers                                                                                  | 0:1 (0:1; 0:0) (t. s.)(0:0 t. s.)(6:5 p.) | 1. FC Saarbrücken                                                              | flyeralarm-Arena, Würzburgo                                 |                                                             |
|                           | | Reporte                                   | F. Luz 60'                                                                     | Asistencia: 10.500 espectadores Árbitro(s): Patrick Ittrich | Asistencia: 10.500 espectadores Árbitro(s): Patrick Ittrich |
|                           | | Tiros desde el punto penal                |                                                                                |                                                             |                                                             |
|                           | M. Haller · A. Jabiri · C. Bieber · C. Demirtas · N. Weißenberger · C. Schoppenhauer · D. Nothnagel |                                           | A. Mendy · D. Wegner · J. Fiesser · F. Luz · A. Hahn · C. Sauter · D. Doringer |                                                             |                                                             |

## Goleadores
- Actualizado el 29 de mayo de 2015

| Pos. | Jugador            | Equipo            | Goles | Partidos | Media | Penalti |
| ---- | ------------------ | ----------------- | ----- | -------- | ----- | ------- |
| 4°   | Daniele Gabriele   | Friburgo II       | 21    | 30       | 0.7   | 5       |
| 2°   | Florian Treske     | Wormatia Worms    | 20    | 34       | 0.58  | 1       |
| 3°   | Mijo Tunjić        | SV Elversberg     | 17    | 33       | 0.51  | 1       |
| 4°   | Christian Cappek   | Kickers Offenbach | 15    | 32       | 0.46  | 5       |
| 5°   | Markus Müller      | Kickers Offenbach | 15    | 35       | 0.42  | 0       |
| 6°   | Michael Schürg     | FC Nöttingen      | 14    | 30       | 0.46  | 0       |
| 7°   | Sebastian Szimayer | SpVgg Neckarelz   | 14    | 30       | 0.46  | 0       |
| 8°   | Jannik Sommer      | FK Pirmasens      | 14    | 33       | 0.42  | 0       |
| 9°   | Matthew Taylor     | 1. FC Saarbrücken | 13    | 33       | 0.39  | 0       |
| 10°  | Patrick Schmidt    | FC Homburg        | 12    | 21       | 0.57  | 0       |